# قره‌تپه (بهشهر)
قره تپه، روستایی است از توابع بخش مرکزی شهرستان بهشهر در استان مازندران ایران. روستای قره تپه از نظر موقعیت جغرافیایی در سیزده کیلومتری شمال غرب بهشهر و اولین روستای در مسیر جاده بهشهر به دریا بعد از شهرک صنعتی بهشهر قرارگرفته‌است. مساحت کلی روستا با احتساب زمین‌های مزروعی و مراتع به ۶۰۰۰هکتار می‌رسد. این روستا از سمت غرب به زمین‌های زراعی روستای حسین‌آباد و از جنوب به زمین‌های زراعی روستای گرجی‌محله و کوهستان و رستم‌کلا منتهی می‌شود. مجموعه بناهای افغان‌نژاد که جزء آثار ملی ایران به حساب می‌آید و مربوط به دورهٔ قاجاریه است در این روستا قرار دارد. در گذشته مجموعه بناهای افغان‌نژاد در نوک تپه نماد روستای قره تپه بود. ولی متأسفانه به‌دلیل عدم توجه به معماری و قدمت این روستا، مسجد بزرگی در کنار عمارت افغان نژاد ساخته شد تا حالت نمادگونهٔ این عمارت را کمرنگ نماید.

## جمعیت
این روستا در دهستان میان کاله قرار دارد و براساس سرشماری مرکز آمار ایران در سال ۱۳۸۵، جمعیت آن ۱۸۸۴ نفر (۵۰۴خانوار) بوده‌است. مردم قره تپه از قومیت طبری هستند. مردم قره تپه به زبان طبری (مازندرانی) سخن می‌گویند.

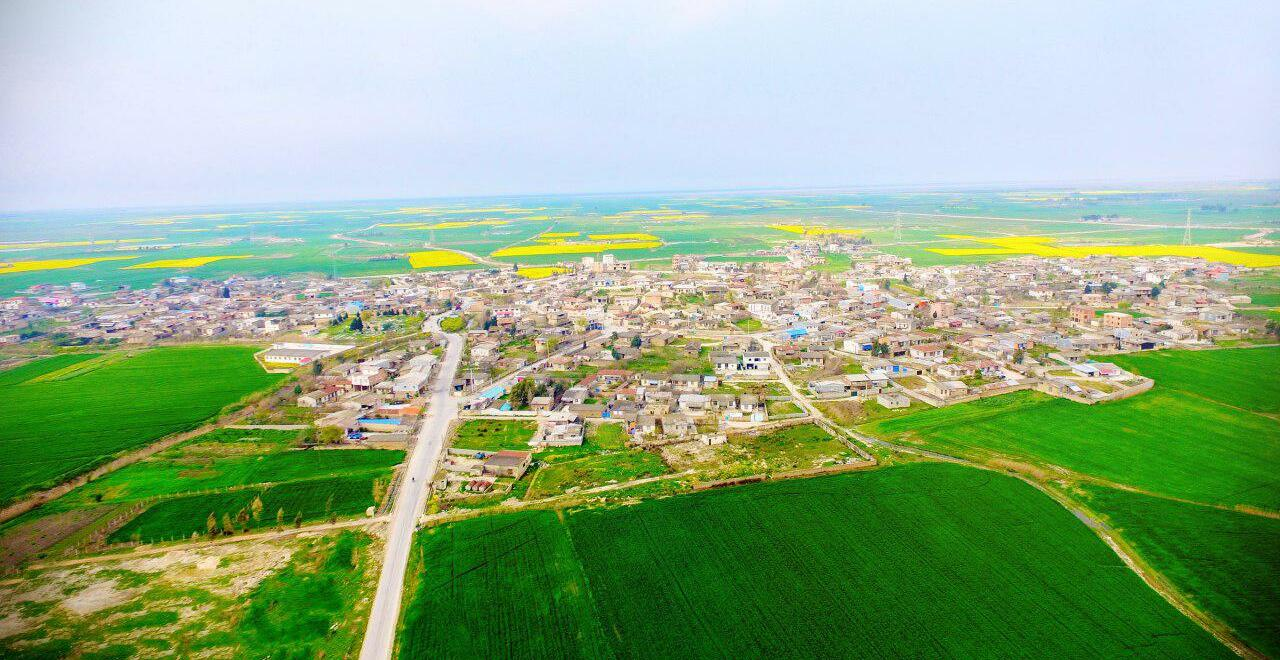
روستای قره تپه عکاس: علی افغان نژاد
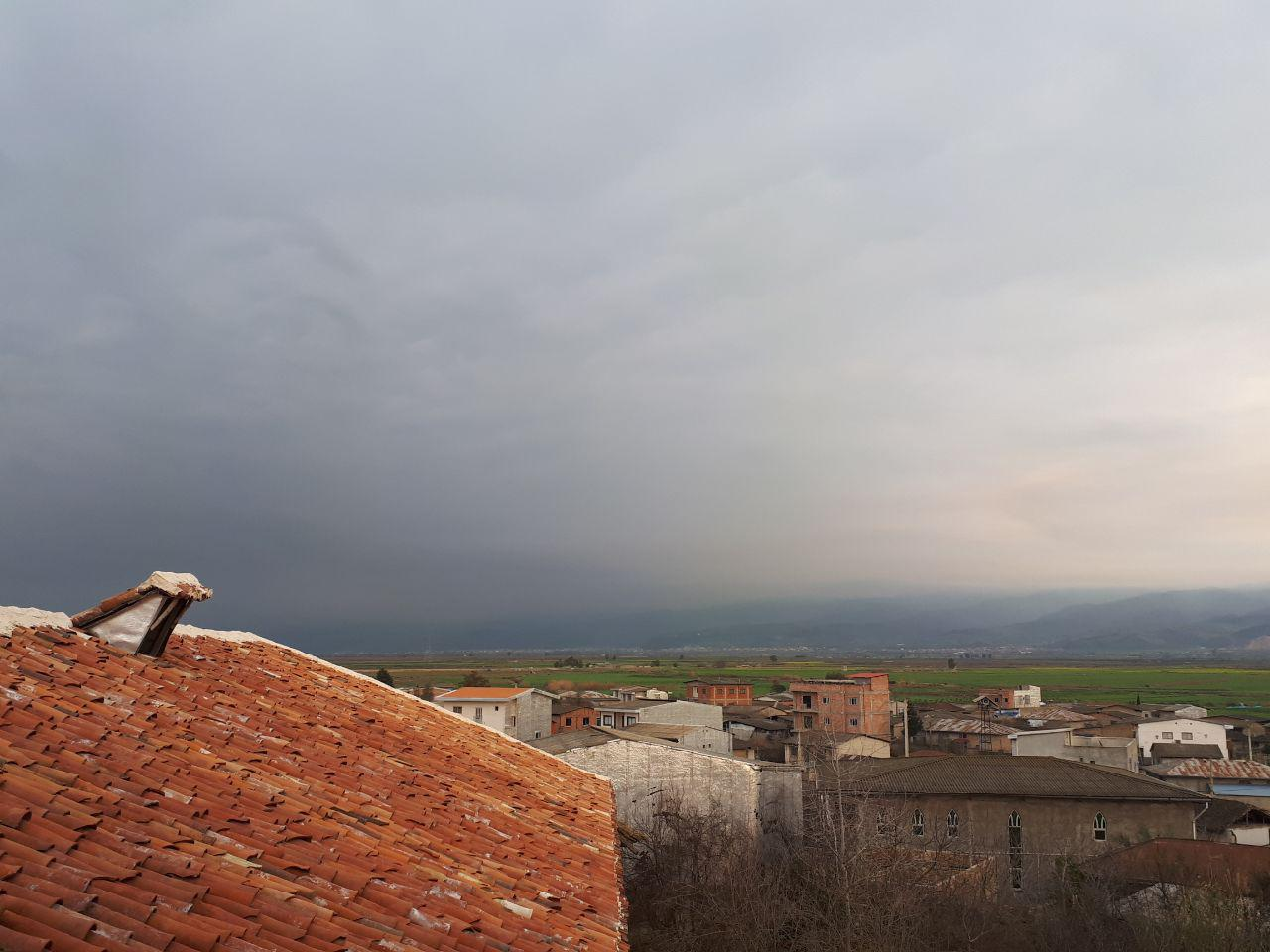
نمایی از روستای قره تپه

در روستای قره تپه مردم به صورت طایفه‌ای زندگی می‌کنند این طایفه‌ها عبارت است از طایفه ناصری طایفه سلیمانخیلی کابلی و گیلک.
قدمت زندگی مردم در این روستا به سال ۱۱۱۴ هجری شمسی برمیگردد که با قدرت گرفتن نادرشاه افشار گروهی از افراد به این روستا که در گذشته تپه ای بوده به رنگ سیاه و خالی از سکنه تبعید کرده و این روستا را تبعید گاه کرد.
با گذشت چند سال گروه‌های قومی دیگری به این تپه نقل مکان کردند و این تپه از حالت تبعید گاه به یک روستا تبدیل شد.
با گذشت چندین سال در زمان قاجاریه گیلک‌ها وارد روستا شدند و در قسمت غربی روستا سکونت کردند.
قره تپه در زمان‌های بسیار قدیم در زمان اشکانیان یا دوران کوچ سکاها به تبرستان حالتی پرستشگاهی برای مردمی که به دین یا آیین میترایی باور داشتند بود و در این تپه مردم به پرستش خدای یکتا می‌پرداختند یا مرده‌های خود را درون کوزه ای گذاشته و آنرا به درون رود می‌انداختند.
با توجه به پیدا شدن گنج‌ها و طلاها و اجساد درون کوزه در اطراف روستا می‌توان به این پی برد این تپه از ارزش‌های معنوی نیز داشته و فقط یک تپه خالی از سکنه نبوده.